# 大森北
大森北（おおもりきた）は、東京都大田区の地名。現行行政地名は大森北一丁目から大森北六丁目。住居表示実施済区域。

## 地理
東京都大田区の北東部に位置する。北部は品川区南大井に接する。地域東部は国道15号（第一京浜）に接し、これを境に大田区大森本町に接する。南部は東京都道318号環状七号線（環七通り）に接し、これを境に大田区大森西に接する。地域西部はJR東海道本線などの線路に接し、これを境に大田区山王に接する。
地内幹線道路沿いはビルやマンションが建てられており、その他の地域は住宅地となっている。北西部の一丁目には大森駅があり、駅周辺に高層建造物や小売店などが立ち並ぶ。また地域東部の第一京浜沿いには京急本線が通っており、大森海岸駅と平和島駅がある。これらの駅周辺でも商店などが見られる。その他の地域は主に住宅地となっている。

### 地価
住宅地の地価は、2025年（令和7年）1月1日の公示地価によれば、大森北3-18-8の地点で54万9000円/m2、大森北4-21-5の地点で57万5000円/m2となっている。

## 歴史

### 地名の由来
大森北の呼称は、住居表示施行時に定められたもので、この地域は大森駅が存在していたものの町外れであり町名も大森の冠称も付けられておらず、旧入新井地区、さらに遡れば旧不入斗地区と旧新井宿地区に属していたが、相対的位置関係を考慮し大森の北ということから名付けられた。住居表示施行当時の産業である海苔養殖・漁業・商業の中心は、現在の大森本町 - 大森中を中心として栄えていた。

### 治安対策
2019年（令和元年）10月1日、東京都は大森北一丁目、二丁目を暴力団排除条例に基づき暴力団排除特別強化地域に指定。地域内では暴力団員との間でみかじめ料のやりとりや便宜供与などが禁止され、違反者は支払った側であっても懲役1年以下または罰金50万円以下の罰則が科される。

## 世帯数と人口
2024年（令和6年）4月1日現在（東京都発表）の世帯数と人口は以下の通りである。
| 丁目         | 世帯数     | 人口     |
| ------------ | ---------- | -------- |
| 大森北一丁目 | 3,217世帯  | 4,810人  |
| 大森北二丁目 | 1,956世帯  | 3,554人  |
| 大森北三丁目 | 3,899世帯  | 6,378人  |
| 大森北四丁目 | 2,102世帯  | 3,590人  |
| 大森北五丁目 | 1,781世帯  | 2,921人  |
| 大森北六丁目 | 3,172世帯  | 4,923人  |
| 計           | 16,127世帯 | 26,176人 |

### 人口の変遷
国勢調査による人口の推移。
| 年                 | 人口   |
| ------------------ | ------ |
| 1995年（平成7年）  | 20,503 |
| 2000年（平成12年） | 21,689 |
| 2005年（平成17年） | 23,514 |
| 2010年（平成22年） | 26,031 |
| 2015年（平成27年） | 26,917 |
| 2020年（令和2年）  | 27,406 |

### 世帯数の変遷
国勢調査による世帯数の推移。
| 年                 | 世帯数 |
| ------------------ | ------ |
| 1995年（平成7年）  | 9,827  |
| 2000年（平成12年） | 11,013 |
| 2005年（平成17年） | 12,608 |
| 2010年（平成22年） | 14,727 |
| 2015年（平成27年） | 15,928 |
| 2020年（令和2年）  | 16,721 |

## 学区
区立小・中学校に通う場合、学区は以下の通りとなる（2023年3月時点）。
| 丁目         | 番地                  | 小学校                                      | 中学校                                        |
| ------------ | --------------------- | ------------------------------------------- | --------------------------------------------- |
| 大森北一丁目 | 全域                  | 大田区立入新井第一小学校                    | 大田区立大森第二中学校                        |
| 大森北二丁目 | 1〜7番                | 大田区立入新井第一小学校                    | 大田区立大森第二中学校                        |
| 大森北二丁目 | 8〜20番               | 大田区立入新井第五小学校                    | 大田区立大森第二中学校                        |
| 大森北三丁目 | 5〜21番 30〜43番      | 大田区立入新井第五小学校                    | 大田区立大森第二中学校                        |
| 大森北三丁目 | 1〜4番 22〜29番       | 大田区立入新井第一小学校                    | 大田区立大森第二中学校                        |
| 大森北四丁目 | 全域                  | 大田区立入新井第一小学校                    | 大田区立大森第二中学校                        |
| 大森北五丁目 | 1〜7番                | 大田区立入新井第一小学校                    | 大田区立大森第二中学校                        |
| 大森北五丁目 | 8番 12番 13番         | 大田区立開桜小学校                          | 大田区立大森第二中学校                        |
| 大森北五丁目 | 9番〜11番 14番        | 大田区立開桜小学校                          | 大田区立大森第八中学校                        |
| 大森北五丁目 | 15〜16番              | 大田区立入新井第二小学校                    | 大田区立大森第三中学校                        |
| 大森北六丁目 | 1番、2番 18番、21番   | 大田区立開桜小学校                          | 大田区立大森第二中学校                        |
| 大森北六丁目 | 19〜20番 22〜25番     | 大田区立開桜小学校                          | 大田区立大森第八中学校                        |
| 大森北六丁目 | 26番の一部            | 大田区立開桜小学校 大田区立入新井第五小学校 | 大田区立大森第二中学校 大田区立大森第八中学校 |
| 大森北六丁目 | 27番の一部 28番の一部 | 大田区立開桜小学校 大田区立入新井第五小学校 | 大田区立大森第二中学校                        |
| 大森北六丁目 | 29〜33番              | 大田区立入新井第五小学校                    | 大田区立大森第二中学校                        |

## 事業所
2021年（令和3年）現在の経済センサス調査による事業所数と従業員数は以下の通りである。
| 丁目         | 事業所数    | 従業員数 |
| ------------ | ----------- | -------- |
| 大森北一丁目 | 873事業所   | 9,654人  |
| 大森北二丁目 | 177事業所   | 4,745人  |
| 大森北三丁目 | 215事業所   | 1,214人  |
| 大森北四丁目 | 139事業所   | 1,526人  |
| 大森北五丁目 | 66事業所    | 688人    |
| 大森北六丁目 | 227事業所   | 1,784人  |
| 計           | 1,697事業所 | 19,611人 |

### 事業者数の変遷
経済センサスによる事業所数の推移。
| 年                 | 事業者数 |
| ------------------ | -------- |
| 2016年（平成28年） | 1,815    |
| 2021年（令和3年）  | 1,697    |

### 従業員数の変遷
経済センサスによる従業員数の推移。
| 年                 | 従業員数 |
| ------------------ | -------- |
| 2016年（平成28年） | 19,721   |
| 2021年（令和3年）  | 19,611   |

## 交通
当地域北西端に京浜東北線大森駅がある。北東端には京急本線大森海岸駅（品川区南大井に所在）が、南東端には隣の平和島駅がある。他に、大森駅からのバス路線の利用もある。

## 施設

### 公共
- 大田区大森北四丁目複合施設「スマイル大森」
- ハローワーク大森
- 大田区立入新井図書館
- 入新井公園
- 入新井西公園

### 教育
- 東京衛生学園専門学校
- 新東京歯科衛生士学校
- 新東京歯科技工士学校
- すず学園高等専修学校
- 大田区立大森第二中学校
- 大田区立入新井第一小学校
- 大田区立入新井第五小学校

### 商業
- アトレ大森（大森駅の駅ビル）
- イトーヨーカドー大森店（かつてのアサヒビール東京工場・池田大作の生家跡）
- Luz大森
- ユニクロ大森北店
- オオゼキ大森北店

### 寺社・教会
- 日本キリスト教会大森教会
- カトリック大森教会
- 磐井神社
- 大森神社
- 真言宗智山派密厳院
- 浄土真宗本願寺派最徳寺

### かつて存在した施設
- 牧田総合病院（西蒲田に移転）
- 医療法人財団安田病院

## 商店街
- Milpa（大森銀座商店街）

## その他

### 日本郵便
- 郵便番号 : 143-0016[2]（集配局 : 大森郵便局[17]）。